# Украинская трудовая армия
Украинская трудовая армия — трудовая армия, созданная 21 января 1920 года, в соответствии с утвержденным положением СНК и Всеукраинского революционного комитета об Украинском совете трудовой армии (первоначальное название, предложенное И. В. Сталиным — Военно-трудовой совет для Украины). Во главе становится особоуполномоченный Совета обороны И. В. Сталин (в дальнейшем — председатель СНК УССР Х. Г. Раковский). Командующим армией назначается член РВС Юго-Западного фронта Р. И. Берзин.
Ввиду крайне неблагоприятной обстановки на фронтах её формирование фактически было начато только в мае 1920 из частей низкой боевой готовности. 1 июня 1920 года она насчитывала 20 705 человек — три трудовые бригады, включавшие восемь трудовых полков. Части бригад и мелких вспомогательных подразделений были сосредоточены в Донбассе, а также разбросаны по территории Полтавской, Киевской, Екатеринославской, Одесской губерний.